# 阿尔贝·米尚
阿尔贝·米尚（法語：Albert Michant，？—？），比利时男子水球运动员。他曾代表比利时参加1900年和1908年夏季奥林匹克运动会水球比赛，获得二枚银牌。